# 川田孝子
川田 孝子（かわだ たかこ、1936年10月30日 - 2021年12月31日）は、日本の童謡歌手。姉は童謡歌手の川田正子、妹も同じく童謡歌手であった川田美智子。作曲家、音楽教育家の三代目海沼実は甥にあたる。

## 経歴
東京都出身。戦後期に活躍した人気童謡歌手。姉の川田正子が童謡歌手を引退した後は、日本の童謡界をリードする童謡歌手として1959年（昭和34年）に結婚し引退するまで長きに渡って活躍した。
数多くの童謡作品を世に送り出し、川田三姉妹、つまり姉の正子、妹の美智子と共に史上類を観ない人気童謡歌手として一世を風靡した。当時、川田孝子は他の童謡歌手よりも非常に声量が豊かであったと言われ、姉のように変声期で苦しむこともなく、NHK紅白歌合戦にも2回連続出場している（詳細は下記参照）。
1947年、代表曲ともいえる「お花のホテル」や「見てござる」を発表し広く愛唱された。
1959年に結婚したことを機に歌謡界から引退。
2001年、東京のNHKホールで開催された川田正子の歌手生活60周年記念コンサートに応援で登場した（歌は歌っていない）。
2006年1月22日、姉の川田正子が死去。同年3月に放送された昭和歌謡大全集第26弾（テレビ東京）の川田正子追悼コーナーに緊急出演（歌は歌っていない）するなど、歌手として引退はしているものの、70年代から現在まで時折テレビや公演などの依頼があれば出演をしている。
2021年12月31日、大動脈解離のため東京都内の病院で死去。85歳没。

## 代表曲
- 見てござる（1947年11月）
- お花のホテル（1949年1月）
- さくらんぼ大将（1951年、NHKのラジオドラマ「さくらんぼ大将」主題歌）
- エンゼルはいつでも（1951年、森永製菓のコマーシャルソング）
- 山の乙女（1954年）
- 狩勝の美少年（1955年）

## 出演

### NHK紅白歌合戦出場歴
| 1954年（昭和29年）/第5回 | 山の乙女     | 河野ヨシユキ |
| 1955年（昭和30年）/第6回 | 狩勝の美少年 | 河野ヨシユキ |
| - 第6回はラジオ中継による音声が現存する。 - 第5回は冒頭から約1時間ほどのラジオ中継の音声が現存し、孝子の前に歌った江利チエミと孝子の後に歌った松田トシの音声が数年前にもNHKのラジオ番組で紹介されていることから、孝子の歌の音声も（紹介はされていないが）現存するものと思われる。 |              |              |

### 映画
- 宝島遠征（1956年、東映）
- おトラさん（1957年、東宝）
- おトラさん大繁盛（1958年、東宝）